# Unione Calcio Sampdoria 1978-1979
Questa voce raccoglie le informazioni riguardanti l'Unione Calcio Sampdoria nelle competizioni ufficiali della stagione 1978-1979.

## Stagione
Nella stagione 1978-1979 la Sampdoria ha disputato il terzo campionato di Serie B della sua storia. Con 36 punti ha ottenuto la nona posizione di classifica. Alla quinta di campionato, dopo la sconfitta nel derby viene esonerato l'allenatore Giorgio Canali, sostituito da Lamberto Giorgis. Torneo cadetto vinto dalla neopromossa Udinese con 55 punti, promossa con il Cagliari secondo con 49 punti, terze Pescara e Monza con 48 punti, gli abruzzesi salgono in Serie A dopo aver vinto lo spareggio.
Nella Coppa Italia la squadra blucerchiata prima del campionato ha disputato il sesto girone di qualificazione, che ha promosso ai Quarti di Finale il Napoli.

## Divise
| 1ª divisa |

## Organigramma societario
Area direttiva
- Presidente: Edmondo Costa
- Segretario generale: Mario Rebuffa
- Segretario: Lorenzo Traverso

Area tecnica
- Allenatore: Giorgio Canali, poi dalla 6ª giornata Lamberto Giorgis

Area sanitaria
- Medico sociale: Andrea Chiapuzzo
- Massaggiatore: Aurelio Comino
- Preparatore atletico: Rodolfo Rocchini

## Rosa
| N. |                   | Ruolo | Calciatore        |
| -- | ----------------- | ----- | ----------------- |
|    | Italia (bandiera) | P     | Claudio Garella   |
|    | Italia (bandiera) | P     | Oriano Gavioli    |
|    | Italia (bandiera) | D     | Domenico Arnuzzo  |
|    | Italia (bandiera) | D     | Roberto Bombardi  |
|    | Italia (bandiera) | D     | Mauro Ferroni (I) |
|    | Italia (bandiera) | D     | Marcello Lippi    |
|    | Italia (bandiera) | D     | Alberto Mariani   |
|    | Italia (bandiera) | D     | Roberto Romei     |
|    | Italia (bandiera) | D     | Giovanni Talami   |
|    | Italia (bandiera) | C     | Sergio D'Agostino |
|    | Italia (bandiera) | C     | Maurizio Orlandi  |

| N. |                   | Ruolo | Calciatore             |
| -- | ----------------- | ----- | ---------------------- |
|    | Italia (bandiera) | C     | Luigi Paolini          |
|    | Italia (bandiera) | C     | Giovanni Re            |
|    | Italia (bandiera) | C     | Giorgio Roselli        |
|    | Italia (bandiera) | C     | Federico Rossi         |
|    | Italia (bandiera) | C     | Gianluigi Savoldi (II) |
|    | Italia (bandiera) | C     | Paolo Tuttino          |
|    | Italia (bandiera) | A     | Carlo Bresciani        |
|    | Italia (bandiera) | A     | Luciano Chiarugi       |
|    | Italia (bandiera) | A     | Alviero Chiorri        |
|    | Italia (bandiera) | A     | Giorgio De Giorgis     |

## Risultati

### Serie B

#### Girone di andata
| Genova 24 settembre 1978 1ª giornata | Sampdoria          | 0 – 0 | Sambenedettese | Stadio Luigi Ferraris\| Arbitro: \| Reggiani (Bologna) \| |
| Arbitro:                             | Reggiani (Bologna) |       |                |                                                           |

| Arbitro: | D'Elia (Salerno) |

|                                     |           |             |
| Libera 43’ Bacchin 73’ Salvioni 82’ | Marcatori | 65’ Orlandi |

| Arbitro: | Magni (Bergamo) |

|              |           |               |
| Chiarugi 28’ | Marcatori | 81’ (aut.) Re |

| Pistoia 15 ottobre 1978 4ª giornata | Pistoiese       | 0 – 0 | Sampdoria | Stadio Comunale\| Arbitro: \| Milan (Treviso) \| |
| Arbitro:                            | Milan (Treviso) |       |           |                                                  |

| Arbitro: | Agnolin (Bassano del Grappa) |

|  |           |                  |
|  | Marcatori | 35’, 63’ Damiani |

| Arbitro: | Tonolini (Milano) |

|              |           |  |
| La Torre 15’ | Marcatori |  |

| Arbitro: | Tani (Livorno) |

|                         |           |  |
| Orlandi 69’ Chiorri 87’ | Marcatori |  |

| Arbitro: | Paparesta (Bari) |

|                     |           |                                   |
| Taddei 6’ Russo 54’ | Marcatori | 70’ De Giorgis 78’ (rig.) Orlandi |

| Arbitro: | Lops (Torino) |

|             |           |              |
| Roselli 59’ | Marcatori | 28’ Vagheggi |

| Arbitro: | Governa (Alessandria) |

|                                         |           |            |
| Chiorri 5’ G.L. Savoldi 59’ Orlandi 77’ | Marcatori | 80’ Silipo |

| Cesena 3 dicembre 1978 11ª giornata | Cesena             | 0 – 0 | Sampdoria | Stadio La Fiorita\| Arbitro: \| Lanzetti (Viterbo) \| |
| Arbitro:                            | Lanzetti (Viterbo) |       |           |                                                       |

| Genova 10 dicembre 1978 12ª giornata | Sampdoria          | 0 – 0 | Lecce | Stadio Luigi Ferraris\| Arbitro: \| Materassi (Empoli) \| |
| Arbitro:                             | Materassi (Empoli) |       |       |                                                           |

| Arbitro: | Michelotti (Parma) |

|             |           |  |
| Zanolla 75’ | Marcatori |  |

| Arbitro: | Menegali (Roma) |

|             |           |           |
| Roselli 69’ | Marcatori | 56’ Penzo |

| Arbitro: | Patrussi (Arezzo) |

|                                   |           |                            |
| Pezzato 14’ Perego 30’ Donati 69’ | Marcatori | 71’ Chiarugi 85’ Bresciani |

| Arbitro: | Prati (Parma) |

|                                  |           |                                       |
| De Giorgis 28’, 86’ Chiarugi 57’ | Marcatori | 31’ Cinquetti 76’ (rig.) G.C. Ferrari |

| Taranto 28 gennaio 1979 17ª giornata | Taranto         | 0 – 0 | Sampdoria | Stadio Erasmo Iacovone\| Arbitro: \| Mascia (Milano) \| |
| Arbitro:                             | Mascia (Milano) |       |           |                                                         |

| Livorno 4 febbraio 1979 18ª giornata | Sampdoria           | 0 – 0 | Cagliari | Stadio Ardenza (15406 spett.)\| Arbitro: \| Lo Bello (Siracusa) \| |
| Arbitro:                             | Lo Bello (Siracusa) |       |          |                                                                    |

| Arbitro: | Panzino (Catanzaro) |

|                            |           |             |
| Lippi 29’ (aut.) Gelli 69’ | Marcatori | 57’ Orlandi |

#### Girone di ritorno
| Arbitro: | Lanese (Messina) |

|                        |           |                          |
| Cavazzini 5’ Giani 60’ | Marcatori | 52’ Chiarugi 75’ Roselli |

| Arbitro: | Terpin (Trieste) |

|               |           |  |
| De Giorgis 2’ | Marcatori |  |

| Arbitro: | Governa (Alessandria) |

|  |           |                  |
|  | Marcatori | 57’, 83’ Chiorri |

| Genova 11 marzo 1979 23ª giornata | Sampdoria        | 0 – 0 | Pistoiese | Stadio Luigi Ferraris (17255 spett.)\| Arbitro: \| D'Elia (Salerno) \| |
| Arbitro:                          | D'Elia (Salerno) |       |           |                                                                        |

| Arbitro: | Bergamo (Livorno) |

|  |           |             |
|  | Marcatori | 37’ Roselli |

| Arbitro: | Materassi (Empoli) |

|                            |           |  |
| De Giorgis 42’ Roselli 69’ | Marcatori |  |

| Arbitro: | Lops (Torino) |

|                    |           |           |
| Grop 15’ Guida 47’ | Marcatori | 70’ Romei |

| Arbitro: | Tani (Livorno) |

|                          |           |  |
| Chiorri 34’ Chiarugi 89’ | Marcatori |  |

| Arbitro: | Materassi (Empoli) |

|                                          |           |                         |
| Vriz 27’ (rig.) Bilardi 63’ Vagheggi 67’ | Marcatori | 30’ Orlandi 52’ Roselli |

| Arbitro: | Casarin (Milano) |

|           |           |                |
| Conte 25’ | Marcatori | 90’ De Giorgis |

| Arbitro: | Lapi (Firenze) |

|  |           |                   |
|  | Marcatori | 51’ F. Speggiorin |

| Arbitro: | Mattei (Macerata) |

|             |           |                            |
| Gaiardi 24’ | Marcatori | 36’ Orlandi 85’ De Giorgis |

| Genova 13 maggio 1979 32ª giornata | Sampdoria             | 0 – 0 | Nocerina | Stadio Luigi Ferraris (9846 spett.)\| Arbitro: \| Governa (Alessandria) \| |
| Arbitro:                           | Governa (Alessandria) |       |          |                                                                            |

| Arbitro: | Michelotti (Parma) |

|                |           |  |
| Silva 42’, 54’ | Marcatori |  |

| Genova 27 maggio 1979 34ª giornata | Sampdoria        | 0 – 0 | SPAL | Stadio Luigi Ferraris (7336 spett.)\| Arbitro: \| Altobelli (Roma) \| |
| Arbitro:                           | Altobelli (Roma) |       |      |                                                                       |

| Arbitro: | Menicucci (Firenze) |

|                  |           |             |
| G.C. Ferrari 10’ | Marcatori | 58’ Tuttino |

| Genova 9 giugno 1979 36ª giornata | Sampdoria     | 0 – 0 | Taranto | Stadio Luigi Ferraris\| Arbitro: \| Ciulli (Roma) \| |
| Arbitro:                          | Ciulli (Roma) |       |         |                                                      |

| Arbitro: | Lattanzi (Roma) |

|                              |           |  |
| Gattelli 6’, 24’ Bellini 40’ | Marcatori |  |

| Arbitro: | Milan (Treviso) |

|                                   |           |                                      |
| Lippi 19’ Orlandi 64’ Paolini 74’ | Marcatori | 10’ Bonini 45’ Mitri 63’ Passalacqua |

### Coppa Italia

#### Sesto Girone
| Arbitro: | Lo Bello (Siracusa) |

|                   |           |                      |
| C. Pellegrini 10’ | Marcatori | 39’ (rig.) Bresciani |

| Arbitro: | Mattei (Macerata) |

|  |           |                     |
|  | Marcatori | 8’ (rig.) Bresciani |

| Arbitro: | Menicucci (Firenze) |

|                                |           |                          |
| Bresciani 50’, 58’, 72’ Re 78’ | Marcatori | 80’ Pircher 82’ A. Rocca |

| Arbitro: | Governa (Alessandria) |

|             |           |                      |
| Chiorri 58’ | Marcatori | 7’ Tedoldi 68’ Fagni |

| 17 settembre 1978 5ª giornata |  | – Turno riposo Sampdoria |  |  |

## Statistiche

### Statistiche di squadra
| Competizione | Punti | In casa | In casa | In casa | In casa | In casa | In casa | In trasferta | In trasferta | In trasferta | In trasferta | In trasferta | In trasferta | Totale | Totale | Totale | Totale | Totale | Totale | DR |
| Competizione | Punti | G       | V       | N       | P       | Gf      | Gs      | G            | V            | N            | P            | Gf           | Gs           | G      | V      | N      | P      | Gf     | Gs     | DR |
| ------------ | ----- | ------- | ------- | ------- | ------- | ------- | ------- | ------------ | ------------ | ------------ | ------------ | ------------ | ------------ | ------ | ------ | ------ | ------ | ------ | ------ | -- |
| Serie B      | 36    | 19      | 6       | 11      | 2       | 19      | 12      | 19           | 3            | 7            | 9            | 18           | 27           | 38     | 9      | 18     | 11     | 37     | 39     | -2 |
| Coppa Italia | 5     | 2       | 1       | 0       | 1       | 5       | 4       | 2            | 1            | 1            | 0            | 2            | 1            | 4      | 2      | 1      | 1      | 7      | 5      | +2 |
| Totale       | 41    | 21      | 7       | 11      | 3       | 24      | 16      | 21           | 4            | 8            | 9            | 20           | 28           | 42     | 11     | 19     | 12     | 44     | 44     | 0  |

### Statistiche dei giocatori[6]
| Giocatore       | Serie B  | Serie B | Coppa Italia | Coppa Italia | Totale   | Totale |
| Giocatore       | Presenze | Reti    | Presenze     | Reti         | Presenze | Reti   |
| --------------- | -------- | ------- | ------------ | ------------ | -------- | ------ |
| D. Arnuzzo      | 34       | 0       | 3            | 0            | 37       | 0      |
| R. Bombardi     | 1        | 0       | 1            | 0            | 2        | 0      |
| C. Bresciani    | 17       | 1       | 4            | 5            | 21       | 6      |
| L. Chiarugi     | 30       | 5       | 4            | 1            | 34       | 6      |
| A. Chiorri      | 22       | 5       | 3            | 0            | 25       | 5      |
| S. D'Agostino   | 4        | 0       | 1            | 0            | 5        | 0      |
| G. De Giorgis   | 30       | 7       | 3            | 0            | 33       | 7      |
| M. Ferroni (I)  | 37       | 0       | 4            | 0            | 41       | 0      |
| C. Garella      | 38       | -39     | 4            | -5           | 42       | -44    |
| M. Lippi        | 32       | 1       | 4            | 0            | 36       | 1      |
| A. Mariani      | 14       | 0       | -            | -            | 14       | 0      |
| M. Orlandi      | 38       | 8       | 4            | 0            | 42       | 8      |
| L. Paolini      | 13       | 1       | -            | -            | 13       | 1      |
| G. Re           | 4        | 0       | 4            | 1            | 8        | 1      |
| R. Romei        | 20       | 1       | 1            | 0            | 21       | 1      |
| G. Roselli      | 33       | 6       | -            | -            | 33       | 6      |
| F. Rossi        | 27       | 0       | 3            | 0            | 30       | 0      |
| G. Savoldi (II) | 8        | 1       | 1            | 0            | 9        | 1      |
| G. Talami       | 16       | 0       | 4            | 0            | 20       | 0      |
| P. Tuttino      | 36       | 1       | 4            | 0            | 40       | 1      |